# Anthony Nutting
Harold Anthony Nutting, 3e baronnet (11 janvier 1920-23 février 1999) est un diplomate britannique et homme politique du Parti conservateur qui est député de 1945 et 1956. Il est ministre d'État aux Affaires étrangères de 1954 jusqu'à sa démission en 1956 pour protester contre la crise du canal de Suez.

## Jeunesse et famille
Nutting est le fils de Harold Stanmore Nutting, 2e baronnet, membre d'une riche famille qui possède des domaines en Angleterre et en Écosse. Il est né dans le Shropshire à l'établissement privé de soins infirmiers de Shrewsbury à Quarry House, Shrewsbury, et fait ses études au collège d'Eton et Trinity College, Cambridge  où il étudie l'agriculture.
Avant le déclenchement de la Seconde Guerre mondiale, il rejoint le Leicestershire Yeomanry en tant que soldat mais est déclaré invalide au début de 1940 à cause de l'asthme après un accident de steeple.
Ensuite, il entre au service extérieur. Il est attaché à l'ambassade britannique à Paris. À la chute de la France, il est affecté à l'ambassade de Madrid, où il organise des voies d'évacuation pour les militaires alliés pris derrière les lignes ennemies de 1940 à 1944. Il rejoint l'ambassade à Rome de 1944 à 1945 et est brièvement secrétaire privé d'Anthony Eden, alors ministre des Affaires étrangères. Pendant ce temps, ses deux frères aînés sont tués en service actif et, par conséquent, il devient baronnet après la mort de leur père en 1972.
Il épouse sa première femme, Gillian Leonora Strutt, avec qui il a trois enfants, John, David et Zara, mais ils divorcent en 1959. Il épouse sa deuxième femme, Anne Gunning Parker, en 1961. Après sa mort, il se remarie avec Margarita en 1991.

## Début de carrière politique
Aux élections générales de 1945, à 25 ans, Nutting est élu député de Melton dans le Leicestershire, une région impliquée dans la chasse et on a dit que "la plupart des électeurs sont des renards". Il est président des Jeunes conservateurs (1946-1947) et il est le plus jeune membre du gouvernement de Winston Churchill dans les années 1950.
Il est nommé conseiller privé en 1954 et il dirige la délégation britannique à l'Assemblée générale des Nations unies et à la Commission du désarmement en 1954 et 1955. Il est un internationaliste, un des premiers adeptes de l'adhésion britannique à la Communauté économique européenne et un arabiste qui est membre fondateur du Conseil pour l'avancement de la compréhension arabo-britannique (CAABU) en 1967. Il préfère l'esprit de la Charte des Nations Unies à l'éthos de l'empire. Il comprend plus tôt que la plupart de ses contemporains que « la Grande-Bretagne avait besoin de trouver un nouveau rôle dans le monde ».

## Crise de Suez
En 1954, il négocie les dernières étapes du traité avec le président Gamal Abdel Nasser d'Égypte en vertu duquel les troupes britanniques se sont retirées de Suez ; ainsi quand il découvre le plan d'invasion britannique et français conjoint lors d'une réunion le 14 octobre 1956, il croit que la mission est erronée et trompeuse. Le 31 octobre, malgré les tentatives du futur Premier ministre Harold Macmillan pour le persuader de ne pas démissionner (« vous dirigerez le parti un jour »), Nutting quitte son poste de ministre d'État aux Affaires étrangères. Il ne prononce pas le discours de démission habituel à la Chambre des communes pour des raisons de sécurité, et son action inexpliquée s'est révélée si impopulaire que ses électeurs l'ont forcé à renoncer à son siège au Parlement. Plus tard, il écrit qu'il se sentait soudainement « privé d'amis... un naufragé à la dérive sur une mer de colère et de récriminations, un objet de méfiance... déchiré entre la fidélité aux principes et la loyauté envers les amis et les associés ».
Nutting soutient l'idée de déplacer des troupes irakiennes en Jordanie en réponse aux raids militaires israéliens agressifs en Cisjordanie qui sont menés en réponse aux attaques des fedayin palestiniens contre Israël. Un tel déploiement aurait pu provoquer la guerre avec Israël, car la Grande-Bretagne a un traité de défense avec la Jordanie à l'époque, et la Jordanie pourrait faire appel à l'assistance militaire britannique s'il y avait une action israélienne pour l'arrêter. Cependant, lorsque Nutting téléphone au Premier ministre Anthony Eden pour faire valoir son dossier, Eden déclare avec colère à Nutting : « Je ne vous permettrai pas de plonger ce pays dans la guerre simplement pour satisfaire la rage anti-juive de vous, les gens du ministère des Affaires étrangères ».

## Fin de carrière
Il garde le silence sur la crise du canal de Suez jusqu'en 1967. Ensuite, son livre, No End of a Lesson, explique que soutenir l'action de Suez l'aurait mis dans la position de mentir à la Chambre des communes et aux Nations unies.
« Soit je devais raconter toute l'histoire telle que je la voyais, soit ne rien dire du tout », écrit-il. «Et tant que l’un des principaux protagonistes de la guerre de Suez occupait encore de hautes fonctions en Grande-Bretagne, cela aurait clairement été un mauvais service à la nation, qu’ils dirigeaient et représentaient toujours dans les conseils du monde, d’avoir dit à l’ensemble récit." La crise a provoqué tant d'amertume que même onze ans après sa démission, il subit la pression du secrétaire du Cabinet pour qu'il ne le publie pas et il y eut même une menace de poursuites en vertu de la loi sur les secrets officiels.
Il se présente une fois de plus, sans succès, à Oldham East en 1964. Dans ses dernières années, toujours un paria politique, il partage son temps entre l'écriture de biographies et d'histoires à Londres, la chasse au renard dans le Shropshire et l'agriculture à Achentoul, en Écosse.
En 1969, Nutting est interdit d'entrer en Israël à cause d'un discours aux étudiants de Beyrouth dans lequel il aurait dit que la question de Palestine devait être résolue par la force et qu'il appartenait aux guérilleros palestiniens d'imposer une solution.
Il est décédé au Royal Brompton Hospital de Londres d'une insuffisance cardiaque le 23 février 1999, à l'âge de 79 ans, et est incinéré le 4 mars au crématorium de l'ouest de Londres.